# Centralafrikanske Republiks fodboldlandshold
Centralafrikanske Republiks fodboldlandshold repræsenterer Centralafrikanske Republik i fodboldturneringer og kontrolleres af Centralafrikanske Republiks fodboldforbund.